# Islam (nome)
Islam (in caratteri arabi: إسلام; in cirillico Ислам) è un nome proprio di persona arabo, kazako, ceceno e inguscio maschile.

## Varianti in altre lingue
- Azero: İslam[1]
- Turco: İslam[1]
- Uzbeko: Islom[1]

## Origine e diffusione

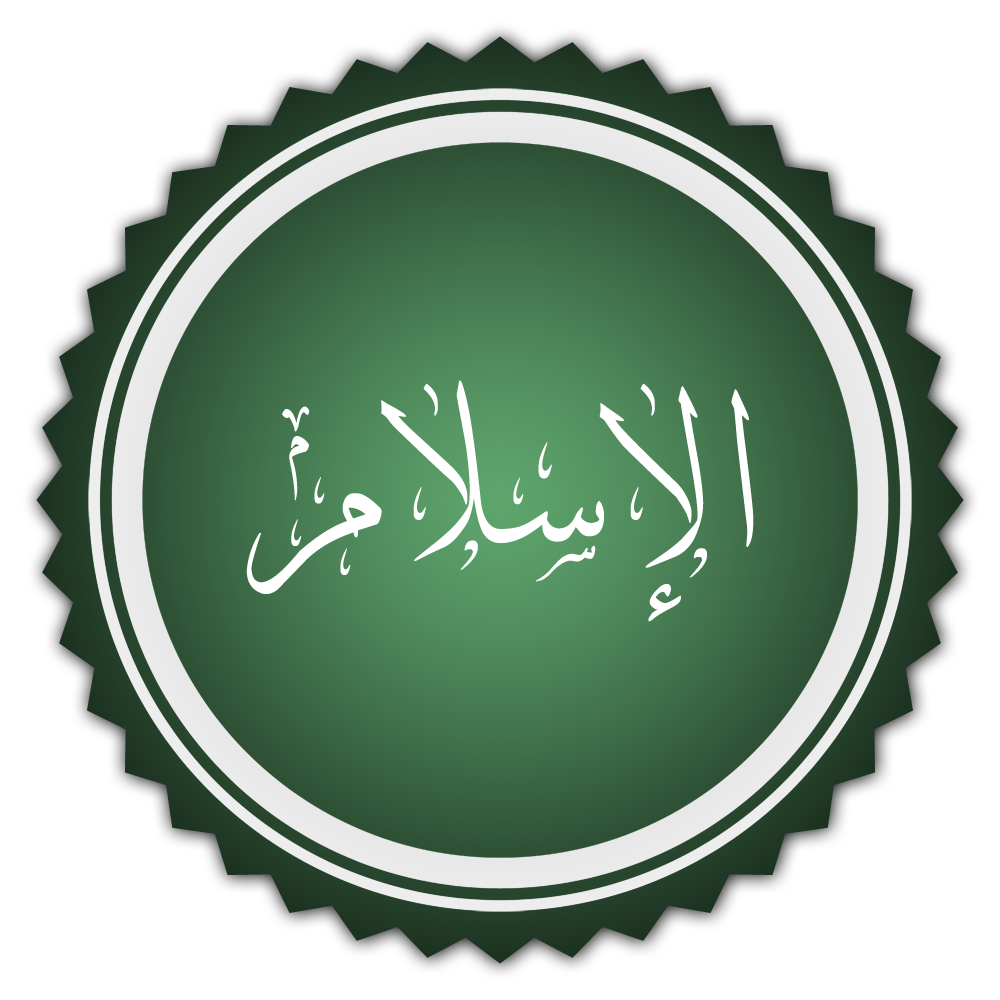
La parola "Islam" in caratteri arabi

Deriva dal vocabolo arabo إسلام (Islam), che significa "sottomissione [a Dio]"; è il nome della religione islamica, la seconda nel mondo per numero di fedeli. Come antroponimo non è diffuso nell'area araba, quanto piuttosto in quella iranica, caucasica, centro-asiatica e indiana.

## Persone

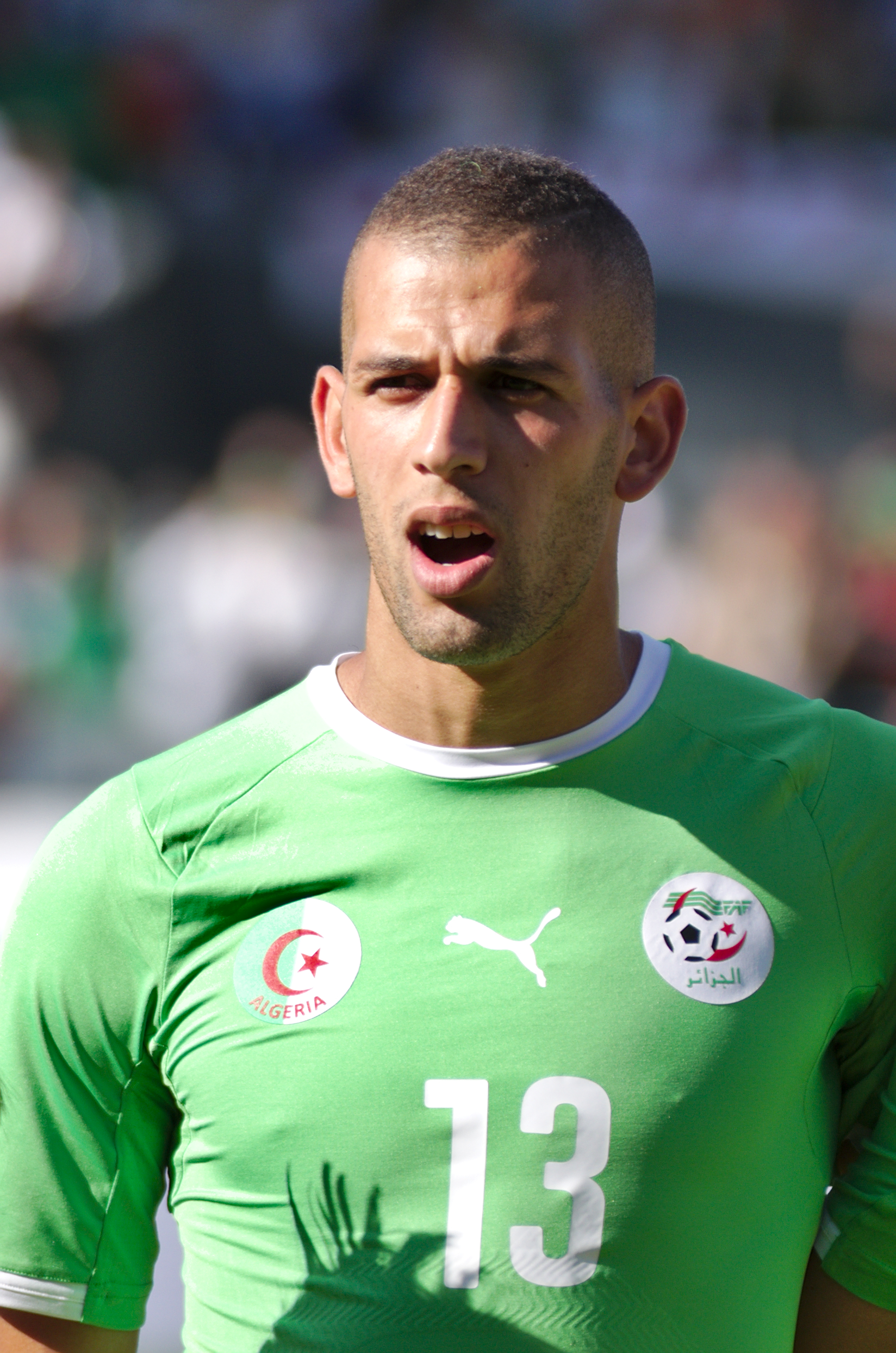
Islam Slimani

- Islam Bairamukov, lottatore kazako
- Islam Bozbayev, judoka kazako
- Islam Dugučiev, lottatore russo
- Islam Jašuev, judoka russo
- Islam Ramadan, calciatore egiziano
- Islam Slimani, calciatore algerino
- Islam Timurziev, pugile russo

### Variante Islom
- Islom Inomov, calciatore uzbeko
- Islom Karimov, politico uzbeko
- Islom Tukhtakhodjaev, calciatore uzbeko

### Variante İslam
- İslam Abbasov, lottatore azero